# 黄延卿
黄延卿（？—1968年），八路军军事将领。

## 生平
早年加入中国工农红军。抗日战争期间，担任抗大九大队指导员、八路军第120师358旅715团政委。中华人民共和国成立后，担任广州军区军械部部长、南京炮兵工程学院副院长等职务，1968年在南京病逝。